# 秦绍德
秦绍德（1947年1月—），男，上海人，中华人民共和国新闻工作者，1999年至2011年任上海复旦大学党委书记。
秦绍德曾担任中国新闻史学会理事、副会长。

## 生平
1970年，秦绍德毕业于复旦大学新闻学系，获学士学位。毕业后即被分配到青海省西宁市工作。1979年，重新考入复旦大学，回到上海攻读复旦大学的研究生课程。1982年，秦绍德获得复旦大学文学硕士学位；1991年，获得复旦大学法学博士学位。1995年8月任解放日报社党委副书记、总编辑，曾主持1996年、1998年两次扩版，参与创办《申江服务导报》《新闻晨报》。1999年1月，出任复旦大学党委书记和校务委员会主任。2008年，担任全国人大教育科学文化卫生委员会委员，上海市社会科学界联合会主席。